# 水野つかさ
水野 つかさ（みずの つかさ、1989年7月21日 - ）は、日本の元AV女優。ピースプロモーション所属。
趣味はテニス、特技はフットサルと料理。

## 略歴
2010年1月14日、REbeccaより「水野つかさ（みずのつかさ）」として「初裸 virgin nude」でイメージビデオデビュー。2月21日、「えっ、ウブっぽいのに!?恥じらう変態」でAVデビュー。2011年5月23日、大塚咲、かすみ果穂、藤井シェリー、範田紗々、佐伯奈々、滝沢優奈、星月まゆらとともに、AV女優となったことについての彼女の告白が載った『裸心　なぜ彼女たちはAV女優という生き方を選んだのか?』（集英社）が発売された。

## 出演作品

### アダルトビデオ
2010年
- 現役エリート女子大生 えっ、ウブっぽいのに!? 恥じらう変態 （2010年2月21日、h.m.p）
- やりすぎ家庭教師 （2010年3月21日、h.m.p）
- 超ムラムラする美尻で 顔面騎乗＆騎乗位 （2010年4月21日、h.m.p）
- つかさのウィークリーマンション （2010年5月21日、h.m.p）
- 現役エリート女子大生ガチ持ち込み企画!! 8時間耐久ファック 100回イクまで帰れません （2010年6月21日、h.m.p）
- 女子大生 水野つかさ 土下座逆ナンパ「私とHして下さい」 （2010年7月21日、h.m.p）
- 現役エリート女子大生 インテリ痴女のど変態淫語 （2010年8月21日、h.m.p）
- Play 水野つかさ4時間 Vol.1 （2010年8月21日、ビデオバンク）ベスト版

### イメージDVD
2010年
- 初裸 virgin nude （2010年1月14日 グラッツコーポレーション）